# Praça Bolívar (Lima)
A Praça Bolívar também conhecida como Praça do Congresso ou  Praça da Inquisição por achar-se nela tanto o edificio do Congresso da Republica do Peru como o antigo local da Tribunal do Santo Oficio da Inquisição (atual Museu da Inquisição e o Congresso) é uma praça ficada nos Barrios Altos do Centro histórico de Lima, capital do Peru.
Acha-se na segunda quadra da Avenida Abancay a três quadras da Praça de Armas de Lima. O monumento a Simón Bolívar, lider da independença de seis paises americanos (Venezuela, Colombia, Equador, Panama, Peru e Bolivia) motiva que nos aniversarios pátrios desas nacões, realizam-se homenagems nesta praça.

## História
A praça é uma das mas antigas da cidade, ja que existe desde o século XIV. Nos primeiro anos da cidade, no século XVI, existiu nela uma poça pouco profunda, o que motivou que seu primeiro nome fora justamente Praça da Poça. Durante o governo do vice-rei Diego López de Zúñiga y Velasco Conde de Nievva, construi-se uma caixa de agua (chamada Praça da Caridade) pela igreja de Santa Maria da Caridade que construi-se durante esos anos.
Também conhecia-se como Praça de Nicolas de Rivera O Moço, já que nos anos 1560 ficava nela a propriedade desse personagem no lote ficado ao sul da praça. Durante o governo do vice-rei Andres Hurtado de Mendoza, segundo marqués de Canhete, dispus-se a construição no seu frente oriental da casa das mestiças São João da Penitencia.
No 1562 construio-se nesse mesmo lote a igreja e hospítal de Santa María da Caridade. Depois, em 1577, ficou-se o local da Universidade Maior de São Marcos. Isto fez que à praça corresponderam-lhe os nomes da Praça da Caridade e Praça das Três Virtudes Cardinais  ou, Praça da Inquisição como era chamada mais comunmente e como sigue chamandose até hoje. 

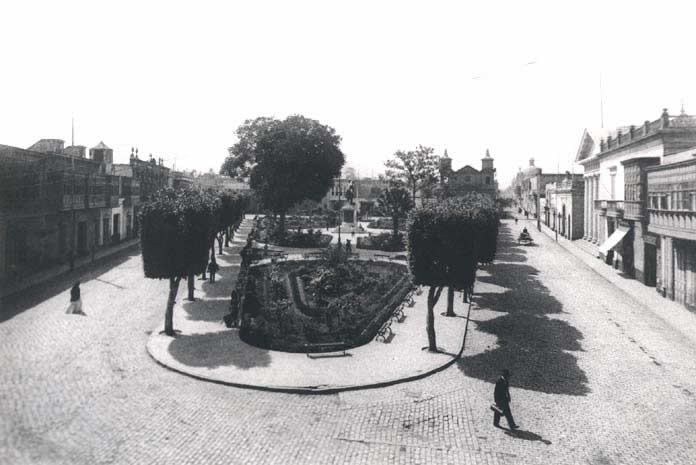
Vista da Praça Bolívar no século XIX. Note-se ao fundo as torres da igreja de Santa Maria da Cridade e a direita as columnas do antigo local da inquisição.

Durante o epoca colonial, a praça tinha uma forma trapezoidal, alargandou-se hacia seu frente oriental. No centro da mesma existia uma fonte que tinha origem na caixa de agua que mandou construir o vice-rei Conde de Nieva, e em cujo centor se levantaba uma cruz de pedra. As fontes daquelos anos assinalavam que a existencia da feira ofereciam uma vsita muita desagradavel e descuidada. No ano 1822, al instalar-se o Congreso Constituinte do Peru no local da universidade, dispôs-se o traslado da feira. A partir dese feito, a praça foi renomeada por Bernardo de Monteagudo como  Praça da Constituiçao. Este nome foi estabelecido mediante decreto promulgado no 6 de junho de 1822
Art. 1.- A praça nomeada antes da Inquisição, chamara-se no sucesivo PRAÇA DA CONSTITUIÇÃO
Art. 2.- No seu centro, levantara-se uma columnata pelo modelo trajano e com as modificações do disenho que dé-se, restabelecendou-se circa de seu base a fonte publica que antes existiui alí.
Art. 3.- A columnata coroada por uma estatua pedestre que represente ao Protetor do Peru, assinalando o dia em que proclamou-se seu libertade, dandou-se prominencia no pedestal com caracteres de ouro el día en que proclamó su libertad, realzado en el pedestal con caracteres de oro.
Art. 4.- Na base inscrevera-se o dia em que instale-se o Congresso Constituinte do Peru.
No 12 de fevereiro de 1825, o congresso modificou-se sua decisão ao dispôr que en dita praça ficara-se ja não um monumento em homenagem do libertador José de San Martín sino um em homenagem do Simón Bolívar. Como vemos pelo decreto anterior, a praça esteve destinada a lembrar a figura de dom José de San Martín. Embora, o primer congresso constituinte mudou-lhe o destino ao dispôr, nesse dia, a colocação dum monumento a Simón Bolíva.

### Monumento a Simón Bolívar
[[Archivo:Plazabolivar.jpg|thumb|Vista da Praça Bolívar e do Monumento a Simón Bolívar no século XIX, note-se ao fundo a igreja de Santa Maria da Caridade]]
No 8 de dezembro de 1825 colocou-se a primeira pedra do projectado monumento a Bolívar. A cerimônia iniciou-se ao 5 da tarde no Palácio de Governo desde onde dirigieram-se à Praça da Constituição. Este monumento recém terminou-se mais de trinta anos depois. Em 1853 o congresso realizou um concurso e a escultura ganhadoura chegou a El Callao no 1859. Este monumento motivou que, desde meados do século XX, a Praça fora conhecida como Praça Bolívar.

### Ampliação
No inicios do século XX, a fisonomia da praça mudou já que não só se amplou sino que alem disso se derruieram os edifícios que antigamente albergavam à igreja e ao hospítal de Santa Maria da Caridade e parte da Universidade São Marcos para a futura construição do Palacio Legislativo do Peru, traçandou-se a segunda quadra do rua Simón Rodríguez e a segunda e terça quadra do rua Andahuaylas. No seu frente sul, só manteou-se em pé a fachada do Senado da Republica, antigo Tribunal da Inquisição cuja fachada vice-real foi modificada no ano 1897 sendo substituida pela ataual, de estilo neoclásico.
No 1947 a praça foi substancialmente transformada ao iniciar-se os trabalhos de alargamento da avenida Abancay. Nos anos 1980, a raíz dos constantes ataques terroristas que dieram-se no pais, com a finalidade de evitar atentados no local do Congresso, a Praça Bolívar foi cercada e seu acceso restrito. No 1997, o Congresso institui-o a ceremonia do içamento da Pavilháo Nacional com a pariticipação dos presidentes das comisiones parlamentarias, embora, esta ceremoina caiu em desuso rapidamente.

## Cripta do soldado desconhecido
No 13 de maio de 2002 inaugurou-se en medio duma ceremonia, a cripta do soldado desconhecido. O soldado desconhecido é um jovem combatente peruano morto durante a Guerra con Chile à idade de 16 anos. Seu cadaver foi encontrdo durante excavações realizadas no Morro Solar ficado no actual distrito de Chorrillos. Conclui-se que o soldado desconhecido lutou durante a defesa de Lima, participando na Batalha de San Juan e Chorrillos, no 13 de enero de 1881, baixo a ordems do Andrés Avelino Cáceres.
Os restos arqueológicos achados conservavam o uniforme militar peruano e mostravan que o soldado já não posseia munição no momento de sua morte. Morreu dum chumbo no abdômen e foi rematado por tacadas do fusil na cabeça. Também encontrou0se parte do uniforme do Colegio Externado Santo Toribio junto a ele. Em homenagem deste soldado, construi-se uma cripta nesta praça. A construição da cripta estive dirigida pelo arquiteto Jorge Orrego. À cerimonia de inauguração acudieram o então Presidente do Peru Alejandro Toledo Manrique e Carlos Ferrero Costa Presidente do Congreso.